# Euselasia euryone
Espèce
Euselasia euryone est un insecte lépidoptère appartenant à la famille  des Riodinidae et au genre Euselasia.

## Dénomination
Euselasia euryone a été décrit par  William Chapman Hewitson en 1856 sous le nom de Eurygona euryone

## Description
Euselasia euryone est un papillon de couleur ocre rayé de grenat (un rouge presque noir) avec une fine bordure rouge et une ligne submarginale de chevrons noirs aux antérieures, une ligne submarginale de gros ocelles noirs aux postérieures.

## Écologie et distribution
Euselasia euryone est présent en Guyane, Guyana, au Surinam, en Équateur, au Brésil, au Pérou et en Bolivie.

### Biotope
Il réside dans la forêt tropicale.